# .cx
A .cx a Karácsony-sziget internetes legfelső szintű tartomány kódja. Habár a tartománya státusza még nem rendezett, a Karácsony-szigeti Internetes Központ, egy nonprofit szervezet tartja karban. Ugyanez a cég a sziget internetszolgáltatója is.
A .cx a leghírhedtebb tartománykód az interneten. Ezt a címet a goatse.cx sokkoló oldalnak köszönheti a terület. Az oldalt 2004. január 14-én megszüntették a szolgáltató hálózat használatáról szóló szabályzat megsértése miatt.